# Alocoderus mineti
Alocoderus mineti är en skalbaggsart som beskrevs av Clement 1981. Alocoderus mineti ingår i släktet Alocoderus och familjen Aphodiidae. Inga underarter finns listade i Catalogue of Life.